# 신비아파트 고스트볼 더블X
《신비아파트 고스트볼 더블X》는 투니버스에서 제작한 대한민국의 애니메이션으로, 신비아파트 시리즈 중 TV 애니메이션 제3기이다. 투니버스에서 2020년 3월 5일부터 2021년 1월 21일까지 매주 목요일 오후 8시에 방영되었다. 
파트 1이 2회까지 방송되었을 당시 특정 연령층을 기준으로 한 시청률은 6% 이상 정도 기록되었으며, 최고 시청률은 10.20%로 집계되었다.

## 줄거리

### 파트 1(6개의 예언)
2020년 3월, 멸망한 세상을 목격하다!
금비의 시간요술로 1년 뒤 미래로 가게 된 하리와 친구들. 세상 사람들이 모두 돌로 굳어버리고  귀신들이 점령한 세상을 확인하고선 충격에 빠진다. 
이후, 다시 현재로 돌아온 하리와 친구들에게 리온이 찾아오는데.. 리온은 아이기스가 찾아낸 예언서를 보여주며 예언서의 귀신을 막지 못하면 세상엔 재앙이 찾아온다고 한다. 미래에서 본 재앙을 막기 위해 귀신들과 싸워 예언을 막기로 결심한 하리와 친구들.
과연 하리와 친구들은 세상을 구할 수 있을까...?

### 파트 2(수상한 의뢰)
우리 학교를 뒤흔든 괴담의 실체
세상의 멸망을 막고 평화로워진 신비아파트. 하지만 귀신을 목격했다는 소문은 끊이질 않는다.
현우는 SNS를 통해 퇴마사 H로 활동하며 귀신 제보를 받고, 하리와 친구들은 그 실체를 파악하기 위해 직접 현장으로 출동하는데...
아직 공포는 끝나지 않았다!
다시 한 번 힘을 합쳐 귀신에 맞서야 하는 하리와 친구들.
과연 그들은 괴담의 실체를 밝혀낼 수 있을 것인가..?!

## 방송 일시
| 방송 채널 | 방송일                            | 방송 시간 |
| --------- | --------------------------------- | --------- |
| 투니버스  | 2020년 3월 5일 ~ 2021년 1월 21일  | 종료      |
| KBS 2TV   | 2020년 9월 16일 ~ 2021년 5월 19일 | 종료      |

## 주제가
[OP - Higher (비천강림)]
작곡: 강민국, Brandon Jung
편곡: 강민국, Brandon Jung, 임현지
작사: 강민형
노래: Tula(정재윤)
[ED - 약속해줘 (Promise)]
작곡: 강민국, Brandon Jung
편곡: 강민국, Brandon Jung, 임현지
작사: 임현지, 강민국
노래: 러블리즈(Lovelyz)

## 관련 서적
- 필름북: 서울문화사에서 총 13화 전 4권이 출판되었다.
- 스토리북: 은하수미디어에서 총 13화 전 3권이 출판되었다.